# Arcangelo Ghisleri
Arcangelo Ghisleri (Persico Dosimo, 5 de septiembre de 1855 – Bérgamo, 19 de agosto de 1938) fue un geógrafo, escritor y político socialista italiano.

## Biografía
Arcangelo Ghisleri nació en la comuna de Persico Dosimo (en la actual provincia de Cremona).
Reconocido geógrafo de profesión, creó numerosos mapas de África. Como periodista, formó parte de su grupo generacional positivista y políticamente fue un decidido progresista que enarboló la bandera nacionalista y republicana de Giuseppe Mazzini a finales del siglo XIX. De 1887 a 1890 fundó y editó la revista Cuore e Critica que, junto con las publicaciones La rivista repubblicana y L'educazione politica, fue importante en la definición del ideario republicano de la época. Políticamente, Ghisleri estuvo cerca de los movimientos revolucionarios: en 1895 fue uno de los fundadores del Partido Republicano Italiano.
Su amigo y compañero radical Filippo Turati se hizo cargo de la revista en 1891 y la rebautizó con el nombre de Critica sociale, acercándose a posiciones socialistas. En 1867, Ghisleri fundó la Società di Liberi Pensatori (Sociedad de los librepensadores) en Cremona, en nombre de Giuseppe Garibaldi, junto con Mauro Macchi y Ausonio Franchi. En 1879, fue cofundador de la Logia Masónica " Pontida " en Bérgamo que gozó hasta 1906 cuando fue iniciado en la logia regular " Carlo Cattaneo " en Milán.
Ghisleri no fue un ideólogo sistemático: una versión sistemática de su ideología republicana se ejemplifica mejor en el trabajo d e Giovanni Conti .
Ghisleri murió en Bérgamo en 1938.